# Plebeina hildebrandti
Plebeina hildebrandti är en biart som först beskrevs av Heinrich Friese 1900.  Plebeina hildebrandti ingår i släktet Plebeina och familjen långtungebin. Inga underarter finns listade.

## Utseende
Ett litet bi med korta ben; arbetarna har en kroppslängd på 3 till 5 mm. Färgteckningen varierar: Huvud och mellankropp har svart till brunaktig grundfärg med blekgula teckningar, medan bakkroppen är svart till brandgul. Arten har dessutom vit behåring.

## Ekologi
Släktet Plebeina tillhör de gaddlösa bina, ett tribus (Meliponini) av sociala bin som saknar fungerande gadd. De har dock kraftiga käkar, och kan bitas ordentligt.
Plebeina hildebrandti bygger bon i stackar hos marklevande termiter, även om det också förekommer att de inrättar friliggande bon i håligheter i marken. När bona byggs i termitstackar mynnar ingången eller ingångarna i rör, klädda med kåda, utanför själva stacken. Flera bon kan ofta finnas i samma termitstack. Väggarna i själva boet är klädda med en blandning av vax och kåda.
Arten har påträffats på blommor ur akaciasläktet (i familjen ärtväxter) och Spirostachys (törelväxter).

## Utbredning
Utbredningsområdet omfattar Sydafrika, Botswana, Zimbabwe, Tanzania, Kenya, Uganda, Rwanda, Kongo-Kinshasa och Nigeria.